# 7 juni-medaljen
7 juni-medaljen är en norsk utmärkelse till minne av unionsupplösningen 1905.
Den instiftades genom en kunglig resolution år 1906 och tilldelades de dåvarande medlemmarna av regeringen och Stortinget.